# Globimetula mayombensis
Globimetula mayombensis là một loài thực vật có hoa trong họ Loranthaceae. Loài này được (De Wild.) Danser mô tả khoa học đầu tiên năm 1933.